# Nierembergia calycina
Espèce
Classification APG III (2009)
Nierembergia calycina est une espèce de plantes de la famille des Solanacées originaire d'Amérique du Sud.

## Position taxinomique
William Jackson Hooker décrit cette plante en 1834 obtenues à partir de graines originaires d'Uruguay et envoyées par John Tweedie.
Elle compte un synonyme :
- Blencocoes longiflora Raf. (1837)

Enfin, en 1870, Elisa de Vilmorin publie une espèce horticole homonyme : Nierembergia calycina Hort. ex E.Vilm., espèce qui est en réalité Nierembergia gracilis.

## Description
Il s'agit d'une plante vivace (si les températures restent strictement positives), buissonnante, de moins de cinquante centimètres de haut.
Ses tiges sont grêles et ramifiées et dressées. L'ensemble de la plante est pubescent, ce qui constitue une des caractéristiques de cette espèce.
Les feuilles, tantôt alternes, tantôt opposées, obovales, ont plus de trois à quatre centimètres de long, sur trois de large. Elles présentent une grande ressemblance avec celles de Nierembergia repens.
Les fleurs, peu nombreuses sur les ramifications, opposées au feuilles, blanches verdâtre, ont environ cinq centimètres de diamètre. Le tube de la fleur est particulièrement long et grêle, de plus de dix centimètres. Le calice est large, campanulé à cinq lobes.
Cette espèce compte 16 chromosomes

## Distribution
Nierembergia calycina est une plante originaire d'Amérique du Sud : Uruguay, Argentine.
Elle s'implante en sol plutôt sec et ensoleillé. Elle ne supporte pas le gel.

## Utilisation
Contrairement aux autres espèces du genre, Nierembergia calycina n'est pas ou peu diffusée comme plante ornementale en France (et dans le monde)